# Unione Sportiva Alessandria Calcio 1990-1991
Questa pagina raccoglie i dati riguardanti l'Unione Sportiva Alessandria Calcio nelle competizioni ufficiali della stagione 1990-1991.

## Stagione
Nella stagione 1990-1991 l'Unione Sportiva Alessandria Calciò disputò il nono campionato di Serie C2 della sua storia, vincendolo e ottenendo la promozione.

## Divise e sponsor
Il fornitore ufficiale di materiale tecnico per la stagione 1990-1991 fu Kappa, mentre lo sponsor di maglia fu AGV.
| 1ª divisa | 2ª divisa |

## Organigramma societario
Area direttiva
- Presidente: Gino Amisano
- Amministratore delegato: Vittorio Fioretti
- Team Manager: Alberto Benelle
- Segretario: Gianfranco Coscia
- Addetto stampa: Pier Giorgio Porazza

Area tecnica
- Direttore sportivo: Mario Fara
- Allenatore: Giuseppe Sabadini
- Allenatore in 2ª: Mauro Della Bianchina
- Allenatore Berretti: Luigi Manueli

Area sanitaria
- Medico sociale: Luigi Mazza
- Massaggiatore: Vincenzo Pescolla

## Rosa
| N. |                   | Ruolo | Calciatore       |
| -- | ----------------- | ----- | ---------------- |
|    | Italia (bandiera) | P     | Paolo Bianchet   |
|    | Italia (bandiera) | P     | Roberto Conti    |
|    | Italia (bandiera) | D     | Giuseppe Accardi |
|    | Italia (bandiera) | D     | Valerio Bertotto |
|    | Italia (bandiera) | D     | Dino Galparoli   |
|    | Italia (bandiera) | D     | Emiliano Maddè   |
|    | Italia (bandiera) | D     | Paolo Mazzeni    |
|    | Italia (bandiera) | D     | Rudi Meoni       |
|    | Italia (bandiera) | D     | Gianpietro Torri |
|    | Italia (bandiera) | C     | Claudio Bencina  |

| N. |                   | Ruolo | Calciatore      |
| -- | ----------------- | ----- | --------------- |
|    | Italia (bandiera) | C     | Roberto Briata  |
|    | Italia (bandiera) | C     | Stefano Mariani |
|    | Italia (bandiera) | C     | Giorgio Roselli |
|    | Italia (bandiera) | C     | Simone Sereni   |
|    | Italia (bandiera) | C     | Claudio Venturi |
|    | Italia (bandiera) | C     | Andrea Zanuttig |
|    | Italia (bandiera) | A     | Francesco Fiori |
|    | Italia (bandiera) | A     | Giuseppe Galli  |
|    | Italia (bandiera) | A     | Lorenzo Mazzeo  |

## Risultati

### Serie C2

#### Girone di andata
| Sarzana 16 settembre 1990 1ª giornata | Sarzanese      | 0 – 0 | Alessandria | Stadio Miro Luperi\| Arbitro: \| Aricò (Milano) \| |
| Arbitro:                              | Aricò (Milano) |       |             |                                                    |

| Arbitro: | Bertocci (Genova) |

|                            |           |  |
| Sardi 43’ (aut.) Fiori 75’ | Marcatori |  |

| Livorno 30 settembre 1990 3ª giornata | Livorno            | 0 – 0 | Alessandria | Stadio Armando Picchi\| Arbitro: \| Ercolino (Cassino) \| |
| Arbitro:                              | Ercolino (Cassino) |       |             |                                                           |

| Arbitro: | Zuccolini (Reggio Emilia) |

|                    |           |  |
| Accardi 74’ (rig.) | Marcatori |  |

| Prato 14 ottobre 1990 5ª giornata | Prato            | 0 – 0 | Alessandria | Stadio Lungobisenzio\| Arbitro: \| Baldas (Trieste) \| |
| Arbitro:                          | Baldas (Trieste) |       |             |                                                        |

| Arbitro: | Branzoni (Pavia) |

|            |           |                                               |
| Mazzeo 24’ | Marcatori | 50’ Parlanti 57’ (rig.) Mariotti 87’ Perfetti |

| Arbitro: | Scarcelli (Cosenza) |

|  |           |                      |
|  | Marcatori | 53’ Mazzeo 59’ Fiori |

| Cuneo 11 novembre 1990 8ª giornata | Cuneo             | 0 – 0 | Alessandria | Stadio Fratelli Paschiero\| Arbitro: \| Masulli (Cremona) \| |
| Arbitro:                           | Masulli (Cremona) |       |             |                                                              |

| Alessandria 18 novembre 1990 9ª giornata | Alessandria       | 0 – 0 | Olbia | Stadio Giuseppe Moccagatta\| Arbitro: \| Damiani (Brescia) \| |
| Arbitro:                                 | Damiani (Brescia) |       |       |                                                               |

| Arbitro: | Brignoccoli (Ancona) |

|            |           |                        |
| Zenari 13’ | Marcatori | 24’ Mariani 53’ Mazzeo |

| Alessandria 2 dicembre 1990 11ª giornata | Alessandria            | 0 – 0 | Viareggio | Stadio Giuseppe Moccagatta\| Arbitro: \| Casoli (Reggio Emilia) \| |
| Arbitro:                                 | Casoli (Reggio Emilia) |       |           |                                                                    |

| Arbitro: | Fiori (Ravenna) |

|                     |           |  |
| P. Pazzini 11’, 35’ | Marcatori |  |

| Arbitro: | Braschi (Prato) |

|            |           |            |
| Mazzeo 15’ | Marcatori | 47’ Caruso |

| Arbitro: | Bolognino (Milano) |

|               |           |                             |
| Matticari 47’ | Marcatori | 57’, 60’ Mariani 85’ Briata |

| Alessandria 6 gennaio 1991 15ª giornata | Alessandria             | 0 – 0 | Tempio | Stadio Giuseppe Moccagatta\| Arbitro: \| Della Pietra (Tolmezzo) \| |
| Arbitro:                                | Della Pietra (Tolmezzo) |       |        |                                                                     |

| Arbitro: | Capovilla (Verona) |

|  |           |            |
|  | Marcatori | 63’ Mazzeo |

| Arbitro: | Bernardini (Rovigo) |

|                       |           |             |
| Accardi 29’ Fiori 40’ | Marcatori | 25’ Lorieri |

#### Girone di ritorno
| Arbitro: | Di Filippo (Chieti) |

|                       |           |  |
| Accardi 55’ Fiori 88’ | Marcatori |  |

| Arbitro: | Dinelli (Lucca) |

|  |           |            |
|  | Marcatori | 25’ Mazzeo |

| Arbitro: | Borriello (Mantova) |

|                    |           |  |
| Accardi 44’ (rig.) | Marcatori |  |

| Tortona 24 febbraio 1991 21ª giornata | Derthona             | 0 – 0 | Alessandria | Stadio Fausto Coppi\| Arbitro: \| Nepi (Ascoli Piceno) \| |
| Arbitro:                              | Nepi (Ascoli Piceno) |       |             |                                                           |

| Arbitro: | Brasca (Busto Arsizio) |

|                           |           |  |
| Mazzeo 17’, 64’ Fiori 79’ | Marcatori |  |

| Pontedera 17 marzo 1991 23ª giornata | Pontedera            | 0 – 0 | Alessandria | Stadio Comunale\| Arbitro: \| Siciliano (Ciampino) \| |
| Arbitro:                             | Siciliano (Ciampino) |       |             |                                                       |

| Alessandria 24 marzo 1991 24ª giornata | Alessandria       | 0 – 0 | Oltrepò | Stadio Giuseppe Moccagatta\| Arbitro: \| Moretti (Cosenza) \| |
| Arbitro:                               | Moretti (Cosenza) |       |         |                                                               |

| Arbitro: | Calvi (Milano) |

|                             |           |  |
| Baldi 24’ (aut.) Mazzeo 81’ | Marcatori |  |

| Arbitro: | Tombolini (Ancona) |

|                    |           |            |
| Venturi 47’ (aut.) | Marcatori | 57’ Mazzeo |

| Alessandria 14 aprile 1991 27ª giornata | Alessandria             | 0 – 0 | Montevarchi | Stadio Giuseppe Moccagatta\| Arbitro: \| Introvigne (Conegliano) \| |
| Arbitro:                                | Introvigne (Conegliano) |       |             |                                                                     |

| Viareggio 28 aprile 1991 28ª giornata | Viareggio       | 0 – 0 | Alessandria | Stadio dei Pini\| Arbitro: \| Treossi (Forlì) \| |
| Arbitro:                              | Treossi (Forlì) |       |             |                                                  |

| Arbitro: | Baglieri (Tivoli) |

|                                 |           |              |
| Zanuttig 58’ Accardi 64’ (rig.) | Marcatori | 78’ Cecchini |

| Arbitro: | Babini (Modena) |

|                   |           |  |
| Caruso 36’ (rig.) | Marcatori |  |

| Arbitro: | Marchese (Napoli) |

|                                |           |  |
| Accardi 30’ (rig.) Venturi 76’ | Marcatori |  |

| Arbitro: | Racalbuto (Gallarate) |

|                  |           |                    |
| Ennas 70’ (rig.) | Marcatori | 72’ (rig.) Accardi |

| Arbitro: | Salerno (Acireale) |

|           |           |  |
| Fiori 51’ | Marcatori |  |

| Arbitro: | Rodomonti (Teramo) |

|            |           |  |
| Redomi 32’ | Marcatori |  |

### Coppa Italia Serie C

#### Fase eliminatoria
| 19 agosto 1990 1ª giornata |  | – Turno riposo Alessandria |  |  |

| Arbitro: | Brasca (Busto Arsizio) |

|                     |           |             |
| Ferretti 87’ (rig.) | Marcatori | 43’ Bencina |

| Arbitro: | Schellino (Biella) |

|            |           |                                   |
| Sereni 31’ | Marcatori | 62’ Campioli 83’ (aut.) Galparoli |

| Arbitro: | Gronda (Genova) |

|  |           |                |
|  | Marcatori | 17’, 59’ Fiori |

| Arbitro: | Baudo (Torino) |

|  |           |             |
|  | Marcatori | 19’ Gavazzi |

| Arbitro: | Mangerini (Brescia) |

|               |           |           |
| Armanetti 53’ | Marcatori | 51’ Fiori |

| Arbitro: | Borriello (Mantova) |

|                    |           |           |
| Bencina 40’ (rig.) | Marcatori | 22’ Baldo |

## Statistiche

### Statistiche di squadra
| Competizione         | Punti | In casa | In casa | In casa | In casa | In casa | In casa | In trasferta | In trasferta | In trasferta | In trasferta | In trasferta | In trasferta | Totale | Totale | Totale | Totale | Totale | Totale | DR  |
| Competizione         | Punti | G       | V       | N       | P       | Gf      | Gs      | G            | V            | N            | P            | Gf           | Gs           | G      | V      | N      | P      | Gf     | Gs     | DR  |
| -------------------- | ----- | ------- | ------- | ------- | ------- | ------- | ------- | ------------ | ------------ | ------------ | ------------ | ------------ | ------------ | ------ | ------ | ------ | ------ | ------ | ------ | --- |
| Serie C2             | 45    | 17      | 10      | 6       | 1       | 20      | 6       | 17           | 5            | 9            | 3            | 11           | 8            | 34     | 15     | 15     | 4      | 31     | 14     | +17 |
| Coppa Italia Serie C |       | 3       | 0       | 1       | 2       | 2       | 4       | 3            | 1            | 2            | 0            | 4            | 2            | 6      | 1      | 3      | 2      | 6      | 6      | 0   |
| Totale               |       | 20      | 10      | 7       | 3       | 22      | 10      | 20           | 6            | 11           | 3            | 15           | 10           | 40     | 16     | 18     | 6      | 37     | 20     | +17 |

### Statistiche dei giocatori
| Giocatore    | Serie C2 | Serie C2 | Coppa Italia Serie C | Coppa Italia Serie C | Totale | Totale |
| Giocatore    | Pres     | Gol      | Pres                 | Gol                  | Pres   | Gol    |
| ------------ | -------- | -------- | -------------------- | -------------------- | ------ | ------ |
| G. Accardi   | 32       | 7        | -                    | -                    | 32     | 7      |
| C. Bencina   | 26       | 0        | 6                    | 2                    | 32     | 2      |
| V. Bertotto  | 1        | 0        | -                    | -                    | 1      | 0      |
| P. Bianchet  | 34       | -14      | 6                    | -6                   | 40     | -20    |
| Borca        | -        | -        | 1                    | 0                    | 1      | 0      |
| R. Briata    | 23       | 1        | 5                    | 0                    | 28     | 1      |
| R. Conti     | 1        | 0        | -                    | -                    | 1      | 0      |
| F. Fiori     | 31       | 6        | 5                    | 3                    | 36     | 9      |
| G. Galli     | 24       | 0        | 6                    | 0                    | 30     | 0      |
| D. Galparoli | 34       | 0        | 6                    | 0                    | 40     | 0      |
| Garrone      | -        | -        | 1                    | 0                    | 1      | 0      |
| E. Maddè     | 2        | 0        | 4                    | 0                    | 6      | 0      |
| Mancuso      | -        | -        | 1                    | 0                    | 1      | 0      |
| S. Mariani   | 28       | 3        | 2                    | 0                    | 30     | 3      |
| P. Mazzeni   | 31       | 0        | 6                    | 0                    | 37     | 0      |
| L. Mazzeo    | 33       | 10       | 2                    | 0                    | 35     | 10     |
| R. Meoni     | 12       | 0        | 3                    | 0                    | 15     | 0      |
| G. Roselli   | 15       | 0        | -                    | -                    | 15     | 0      |
| S. Sereni    | 12       | 0        | 6                    | 1                    | 18     | 1      |
| G. Torri     | 32       | 0        | 6                    | 0                    | 38     | 0      |
| C. Venturi   | 27       | 1        | 5                    | 0                    | 32     | 1      |
| A. Zanuttig  | 33       | 1        | 6                    | 0                    | 39     | 1      |